# Јестиво злато
Јестиво злато је посебна врста злата коју су Европска унија и Сједињене Државе одобриле као адитив за храну, под шифром Е 175. Користи се у луксузним оброцима у гастрономском тренду према екстравагантним јелима. Може се користити у храни и пићима као декорација колача, вина или ликера; као украс за суши; или преко сладоледа. Од конзумирања злата нема ни негативних ефеката ни користи јер је биолошки инертно, а погодно је за употребу у храни јер не оксидира и не кородира у влажном ваздуху, за разлику од многих других метала.

## Техничке спецификације и производња
Јестиво злато мора да испуњава спецификације из важећих стандарда безбедности хране. Мора бити чисто, да би се избегле било какве инфекције или опасности за организам. Злато се обично подвргава једном од ових процеса: може се туцати и ваљати, или бити у облику листа или праха. У првом случају злато треба да достигне дебљину од око 1/8000 милиметра, у другом може да се користи као обичан лист (мера зависи од намене) или као прах.

## Историја
Јестиво злато датира из ранијих времена и могло се наћи у многим регионима света и у различитим временима. Најранији докази о употреби јестивог злата су код старих Египћана, пре скоро 5000 година, где је употреба злата била позната у многим областима. Египћани су користили злато и за ментално, телесно и духовно прочишћење јер су веровали да има божанско дејство. Алхемичари Александрије развили су разне лекове и еликсире са златом за пиће, који су, како су веровали, деловали на обнављање и подмлађивање тела. Верује се да је Клеопатра практиковала ове третмане златом свако вече, као купање са златом и примена маске за лице од чистог злата.
Стари Египћани нису били једини који су користили злато као украс за храну и пиће; могло се наћи и у источним земљама као што су Јапан, Кина и Индија, углавном за лекове или мистериозни еликсир који праве дворски лекари.
Јестиво злато је у средњем веку било познато на дворовима краљева европских земаља, примењивано као украс за храну и као симбол екстремног луксуза и престижа међу вазалима и дворјанима. Древни дворски лекари веровали су да злато помаже код артритиса и других телесних тегоба као што су бол у удовима.
Током ренесансе, Парацелзус (1493–1541) – који се сматра оснивачем модерне фармакологије – развио је разне лекове користећи јестиво злато у облику пилула или златног праха.
Од модерног доба – па све до двадесетог века – злато је било повезано са лековима. Било је уобичајено наћи примену неког комада злата у артикулисаним и скупим лековима, користећи мале пилуле или прах унутар лека, или као додатак храни за допуну минерала у људском телу.

## Утицаји на здравље
Злато је племенит метал и из тог разлога не реагује у људском телу. То значи да се не апсорбује током процеса варења, па је безбедно за јело. Међутим, нема нутритивних или здравствених користи повезаних са његовом конзумацијом. Чистоћа јестивог злата мора бити 23–24 карата, изнад оне која се користи у типичном накиту, који може да садржи друге метале и може бити отровно ако се конзумира. Ефекти и безбедност Е-175 су први пут процењени још 1975. године, а недавно су поново процењени 2016. од стране ЕФСА (Европска агенција за безбедност хране) ако се метал користи као адитив или боја за храну. Агенција је овластила употребу злата као адитива за исхрану у количини која је довољна - quantum satis, у спољном премазу кондиторских производа, декорацији чоколада и у ликерима. 

## Производња
Широм света постоји неколико произвођача специјализованих за производњу јестивог злата. У Италији, на пример, Ђусто Манети Батилоро производи златни и сребрни лист за кулинарску и козметичку сврху; у Уједињеном Краљевству, један од највећих добављача јестивог злата и сребра је Conneisseur Gold са широким спектром купаца: из великих ланаца супермаркета, произвођача божићних пудинга, дестилерија, ресторана са Мишелиновим звездицама, дистрибутера хране, специјализованих произвођача колача, козметичких компанија и појединаца (за кућну употребу). CornucAupia је један од познатих дистрибутера у САД, са ланцем снабдевања који почиње и завршава се у Северној Америци како би се гарантовала чистоћа на том путу.
На азијском тржишту, Horikin Ltd је пионир златног листа у Јапану, где постоји снажна културна употреба злата у чају. У Немачкој постоји неколико произвођача, као што су Goldmarie и Gold Gourmet и швајцарски DeLafée.
Главни купци јестивог злата су луксузни ресторани који желе да пруже ефекат богатства на храну и ново искуство својим купцима. Најпознатији ресторани који на свом менију укључују и нека јела са златом налазе се у Дубаију, Малти, Њујорку, Вашингтону и Лондону. Међутим, тренд почиње да се шири чак иу малим ресторанима. Ресторан „Finger's Garden“ у Милану почео је да нуди суши-јела прекривена златом. Јестиви златни листови, љуспице или прах могу се лако пронаћи и на онлајн тржишту.

## Практични детаљи примена
Јестиво злато се може користити углавном у три различита облика за украшавање хране и пића: у облику листа, у пахуљицама или у праху. Међу јелима и пићима у којима је уграђено јестиво злато налазе се колачи и слатки десерти, супе, пасте, рижоти, суши, коктели и вина. Пошто се користи као неукусан украс, јестиво злато је обично састојак на врху јела. У већини рецепата за које је потребно злато у љуспицама или прашини, обично се тапка ножем или посипа по врху. Злато се додаје приликом флаширања вина и ликера и углавном се меша приликом припреме коктела. У скорије време, златни листови су коришћени за украшавање бифтека и хамбургера: Хард Рок Кафе-ов „24-каратни бифтек са златним листићима“ продат је у САД за 7 долара више од оног без металног украса. Салт Бае, кувар власник ланца ресторана Нуср-Ет, укључује у свој мени одрезак у потпуности прекривен златом, који се у Грчкој продаје по цени од 650 евра. 

## У потрошачкој култури
Ширење путем друштвених медија повезано је са растућом потражњом за јестивим златом у 21. веку. Као последица тога, упадљива потрошња луксуза постала је покретач потрошње јестивог злата и његовог ширења у скоро свим регионима света данас. Започето као феномен у Дубаију, пролиферација ресторана и пецива који користе јестиво злато у својим рецептима достигла је више земаља и популарније и приступачније кафиће и ресторане.
Симболика је кључна карактеристика конзумирања јестивог злата, јер је искључиво естетски украс. Украшавајући храну златом, кувари имају за циљ да обезбеде јело које се брзо може препознати као луксузно и екстравагантно, уздижући свој статус до „кулинарског уметника“. Значај уметничке вредности јела украшеног златом добија на значају у савременом друштву због општег приоритета вида над осталим чулима, утичући чак и на кулинарско окружење.
Јестиво злато се сматра луксузним јер је ретко у увек конкурентној арени финих гастрономија, иако његово ширење досеже све више региона света. Штавише, визуелни утицај златног – и јестивог – јела даје му уметничку, драгоцену и екстравагантну ауру која је оно што углавном привлачи потрошаче.
Поред своје физичке карактеристике – своје сјајне и сунчане боје – злато оличава неколико друштвених вредности – посебно показивање друштвене моћи – које су изузетно релевантне из ранијих епоха.
Данас многи кувари у понуду својих ресторана укључују и јестиво злато, међу којима су: "Нуср-Ет", Дубаи;  "Serendipity 3", Њујорк;   „Margo’s Pizzeria“, Малта;  „Хард Рок Кафе“, Њујорк, Тајмс Сквер; „Il Marchesino“, Милано.